# Conquista del norte de México
La conquista del norte de México se refiere a la ocupación de los territorios de Tamaulipas, Texas y California.
El gobierno virreinal no deseaba enfrascarse en una guerra contra los indígenas del norte de México, por lo que en 1688 decidió otorgar concesiones a los franciscanos para colonizar con españoles Texas. A pesar de todo, las misiones no tuvieron mucho éxito.
Entre 1724 y 1740 se colonizó Soto la Marina, punto de partida de lo que hoy es Tamaulipas.
Luego del moderado éxito de este proyecto, los jesuitas decidieron emprender, sin mucho apoyo del virreinato, la colonización de Baja California.
Carlos III decretó en junio de 1767 la expulsión de los jesuitas, con lo que los territorios del norte quedaron abandonados y a expensas de la colonización norteamericana.